# 김종철 (1935년)
김종철(1935년 2월 25일~)은 대한민국의 정치인이다. 제37·38대 충청북도 보은군수를 지냈다.

## 역대 선거 결과
|  | 43.85% |

|  | 24.66% |

|  | 30.58% |

| 관선 마지막 충북 보은군수 안창국 | 제37·38대 춛청북도 보은군수 1995년 7월 1일~2002년 6월 30일 | 후임 박종기 |